# 诉权
诉权，狭义指民事上提起诉的请求的权利。广义上指起诉或诉愿的权利，包括民事诉讼上的诉权、刑事诉讼上的诉权，也包括行政诉权和行政诉愿上的诉权。
刑事诉讼上的诉权，又有公诉权和自诉权之分。公诉权由检查机关行使，刑事诉讼上的自诉权以及民事诉讼、行政诉讼和诉愿上的诉讼由有诉讼能力的原告人或其代理人行使，没有诉讼能力的，由其法定代理人行使。